# 李彥芳
李彦芳（?—?），雍州三原（今陕西省三原县东北）人，出自陇西李氏丹阳房，为唐代名将李靖的五代孙。

## 生平
大和年间，李彦芳为凤翔司录参军。家中故藏唐高祖、唐太宗赐李靖诏书官告、敕书、手诏等十余卷，内四卷太宗文皇帝笔迹，上呈给唐文宗。其一为：“兵事节度皆付公，吾不从中治也。”其一为：“有昼夜视公疾大老妪遣来，吾欲熟知公起居状。”都是太宗手墨，其它大略如此。唐文宗爱不释手。他的旧物有佩笔，以木为管弢，刻金在木上，金装木匣，制作精巧，笔还能用。李靖破萧铣时，所赐于阗玉带十三胯，七方六刓，胯各附环，用金固定，用来佩带饰物的。又有火鉴、大觿、算囊等物，常佩在带上。唐文宗都留在宫中。敕令临摹诏本，还赐给李彦芳，还赐绢二百匹、衣服、靴笏。权德舆曾读太宗手诏，至于流涕：“君臣之际竟能如此！”

## 延伸阅读
[在维基数据编辑]
 在维基文库阅读此作者作品
 《新唐書·卷093》，出自《新唐書》